# 格吕斯 (上比利牛斯省)
格吕斯（法語：Grust）是法国上比利牛斯省的一个市镇，属于阿尔热莱加佐斯区（Argelès-Gazost）吕圣索弗县（Luz-Saint-Sauveur）。该市镇总面积9.52平方公里，2009年时的人口为51人。

## 人口
格吕斯人口变化图示